# Masaaki Kaneko
Masaaki Kaneko (japonès: 金子正明)  (Ashikaga, 8 de juliol de 1940) és un lluitador japonès, especialista en lluita lliure, guanyador d'una medalla olímpica.
El 1968 va prendre part en els Jocs Olímpics d'Estiu de Ciutat de Mèxic, on guanyà la medalla d'or en la competició del pes ploma del programa de lluita lliure.
En el seu palmarès també destaquen dues medalles d'or en el Campionat del Món de 1966 i 1967, així com una medalla d'or en els Jocs Asiàtics de 1966. Una vegada retirat va treballar a les forces d'autodefensa, i més tard es va convertir en secretari, i director de seguretat a Fuji Television.
El 2007 fou inclòs al Wrestling Hall of Fame.